# Anoploderomorpha formosana
Anoploderomorpha formosana es una especie de escarabajo longicornio del género Anoploderomorpha, tribu Lepturini, subfamilia Lepturinae. Fue descrita científicamente por Matsushita en 1933.
El período de vuelo de la especie se presenta durante los meses de marzo y abril.

## Descripción
Mide 14 milímetros de longitud.

## Distribución
Se distribuye por China.